# Save the Green Planet!
Save the Green Planet (Originaltitel: Jigu-reul Jikyeora!) ist ein südkoreanischer Film des Regisseurs Jang Joon-hwan aus dem Jahr 2003. Der Film handelt von einem Verschwörungstheoretiker, der seinen Chef entführt, im Glauben, so eine herannahende Alien-Invasion aufhalten zu können.

## Handlung
Lee Byeong-gu glaubt der Erde stünde eine Alien-Invasion bevor. Nur seine Freundin Su-ni glaubt ihm. Eine Schlüsselfigur sei der Vorsitzende einer Chemiefabrik, Kang Man-shik. Er sei von königlichem Blute und würde bald den Prinzen von Andromeda kontaktieren, um die Erde zu vernichten. Eines Tages gelingt es Byeong-gu und Su-ni Kang Man-shik zu entführen. Sie bringen ihn zu Byeong-gus Haus in den Bergen der Provinz Gangwon. Kang streitet alles ab und hält Byeong-gu für verrückt. Sie foltern ihn mit Massageöl, Elektroschocks und einem Bügeleisen. Doch er sagt nichts. Derweil nimmt die Polizei die Verfolgung auf und versucht die Entführung aufzuklären.
Schließlich erzählt Kang, er könne sich an Byeong-gu erinnern. Er habe in seiner Fabrik in Gangneung gearbeitet und seine Mutter sei in ein Koma gefallen. Er hält Byeong-gu für einen Verlierer, der immer anderen die Schuld gebe. Byeong-gu könne sich Kang nicht mal nähern, ohne seine Meth-Pillen zu nehmen. Er wird nervös und erinnert sich an seine Mutter, die ihm stets sagte, nur er könne die Welt retten.
Als Kang eines Tages allein mit Su-ni ist, erzählt er ihr, Byeong-gu habe sie nie geliebt. Sie sei nur ein Ersatz für seine verstorbene Freundin. Daraufhin verlässt sie das Haus und geht zum Zirkus als Seiltänzerin. Derweil kommt Kommissar Kim ihm auf die Spur. Jemand habe 4 Millionen Won (etwa 4000 Dollar) von Kangs Bankkonto abgehoben. Er teilt es dem in Ungnade gefallenen Kommissar Choo mit, der Kims Vorbild ist.
Im Keller von Byeong-gus Haus kann sich Kang befreien und ihn überwältigen. Allerdings fehlen ihm die Schlüssel, um auszubrechen und für Byeong-gu gibt es noch einen zweiten Ausgang. Plötzlich kommt Kommissar Choo vorbei und fragt, ob er eine Nacht bleiben könne, er habe sich beim Wandern in der Zeit verschätzt. Allerdings ermittelt er tatsächlich gegen Lee Byeong-gu. Choo kann nichts Ungewöhnliches feststellen. Doch Byeong-gu bittet ihn, ein Buch über die Alien-Verschwörung zu lesen. Als Choo das Haus verlässt, fallen ihn die Knochen bei Byeong-gus Hund auf. Unter anderem ist dort ein Menschenschädel. Er ruft bei der Polizei um Hilfe, doch Byeong-gu ertappt ihn, überschüttet ihn mit Bienenfutter, wonach sich Byeong-gus Bienen auf ihn stürzen und Choo einen Abhang runterfällt und verstirbt.
Byeong-gu nagelt als nächstes Kangs Hände an ein Kreuz und will ihm ein Bein abhacken, damit er nicht mehr versuchen kann zu flüchten. Doch Kang erzählt ihm, seine Leute seien verantwortlich für den Zustand seiner Mutter. In seinem Auto sei ein Gegenmittel mit der Aufschrift Benzen. Würde sie es trinken, würde sie wieder gesund. Byeong-gu will es im Krankenhaus ausprobieren. Doch sie verstirbt sofort. Derweil kann sich Kang befreien, doch erneut fehlen ihm die Schlüssel. Allerdings findet er alle Unterlagen von Byeong-gu. Kommissar Kim stößt bei seinen Ermittlungen derweil auf Byeong-gus tragische Lebensgeschichte. Außerdem stünde er in Beziehung zu mehreren vermisst gemeldeten Personen, u. a. einem seiner Schullehrer und einem Wärter einer Jugendstrafanstalt, in der Byeong-gu eingesessen hat. Kim sucht Byeong-gus Haus auf und findet Kang Man-shik.
Gerade als Kim mit Kang den Keller verlassen will, kehrt Byeong-gu zurück. Und schließlich taucht auch noch Su-ni auf. Gemeinsam können sie die beiden überwältigen und fesseln. Als Byeong-gu drauf und dran ist, den Polizisten zu töten, gesteht Kang ihm die Wahrheit. Er komme von Andromeda. Sie haben den Planeten entdeckt, als die Dinosaurier noch lebten und würden nun der Menschheit helfen wollen. Anfangs glaubt Byeong-gu ihm nicht, da er sieht, dass er Byeong-gus Notizen durchwühlt hat. Allerdings kann er ihn überzeugen, den Prinzen zu rufen, so dass sich Byeong-gu mit ihm treffen kann. In der Fabrik, zu der sie fahren, kann Kang ihn überwältigen und seine Freundin töten. Als die Polizei erscheint, erschießen sie Byeong-gu, der langsam seinen Wunden erliegt. Er fragt sich, wer nun die Erde retten wird.
Schließlich taucht der Prinz in seinem Raumschiff auf und beamt Kang hoch zu sich. Tatsächlich ist Kang der König der Aliens. Nach seiner Tortur fühlt er sich von den Menschen und ihrer Korruption und Boshaftigkeit angewidert und beschließt, die Erde zu vernichten. Das Raumschiff schießt einen Strahl auf die Erde, wodurch diese explodiert. Der Abspann zeigt schließlich die glücklichen Momente aus Byeong-gus Leben mit seiner Mutter, seinem Vater und seiner Freundin.

## Hintergrund
Jang Jun-hwan wurde vom Horrorfilm Misery aus dem Jahr 1990 inspiriert, in dem ein Schriftsteller von einer fanatischen Bewundererin entführt wird. Jang mochte den Film, allerdings war er enttäuscht von der Figur der Entführerin und entschied sich, einen Film aus der Sicht eines Täters zu machen. Die Idee konkretisierte sich, als er im Internet auf die Verschwörungstheorie stieß, der Schauspieler Leonardo DiCaprio sei ein Alien, das die Erde erobern wolle, indem es alle Frauen verführt.

## Rezeption
Der Film erhielt überwiegend positive Kritiken. Derek Elley von der Variety beschreibt Save the Green Planet als makabere Komödie mit einer cleveren zentralen Idee. Der Film sei voller Details, weshalb es ratsam ist, ihn sich mehrmals anzusehen. Jamie Russell von der BBC vergibt 4 von 5 Sternen und spricht von einem einfallsreichen Film mit überraschend wirksamer Handlung. Jeff Shannon von der Seattle Times spricht dem Film Kultpotential zu. Der Film sei eine Achterbahnfahrt: In der einen Minute würde man lachen, in der nächsten würde man sich vor Schmerzen krümmen. Chris Barsanti vom Slant Maganzine vergibt 3 von 4 Sterne an den Film. Save the Green Planet sei ein verrückter Sci-Fi-Thriller, der erst am Ende seine Nerven verliere. Ruthe Stein von der San Francisco Chronicle zeigt sich überzeugt von Jang Joon-hwan als Regisseur. Südkorea schüttle talentierte Regisseure geradezu aus sich heraus. Ethan Alter vom Film Journal International beschreibt, wie sich das südkoreanische Kino in den letzten Jahren zum „nächsten großen Trend“ entwickelte und das Kino Hongkongs ablöste. Save the Green Planet schließe sich der cineastischen südkoreanischen Renaissance an und sei „suchterzeugend und verrückt“. Die Handlung vergleicht er mit dem Roman Der Sammler im Stil des Films Men in Black. Der Film verknüpfe Elemente verschiedener Genres, wie Thriller, schwarze Komödie und Science-Fiction.
Die Redaktion der Filmzeitschrift Cinema vergibt 4 von 5 Sternen und spricht von einem „durchgeknallten Mix aus Grinsen und Grausen“. Im Lexikon des Internationalen Films ist zu lesen: „Der krude Genremix bedient sich aller erdenklichen Zutaten bedient und nutzt Slapstick und Persiflage, dramatische Elemente und Ausflüge ins Kino des Terrors. In den sich steigernden Folterszenen erreicht der Film die Grenze des Erträglichen.“

## Remake
Im Oktober 2024 soll eine englischsprachige Neuverfilmung unter dem Titel Bugonia in die amerikanischen Kinos kommen. Die Regie des Remakes übernahm Yorgos Lanthimos, in den Hauptrollen werden Emma Stone und Jesse Plemons zu sehen sein. Produziert wurde der Film vom südkoreanischen Studio CJ Entertainment sowie dem Filmemacherduo Ari Aster und Lars Knudsen.

## Auszeichnungen
Blue Dragon Awards
- Auszeichnung in der Kategorie bester Nebendarsteller für Baek Yoon-sik
- Auszeichnung in der Kategorie bester neuer Regisseur für Jang Joon-hwan

Brussels International Fantastic Film Festival
- Goldener Rabe für den besten Film

Puchon International Fantastic Film Festival
- Auszeichnung in der Kategorie bester Film
- Auszeichnung in der Kategorie bester Hauptdarsteller für Baek Yoon-sik
- Auszeichnung mit dem Publikumspreis als bester Film

Director’s Cut Awards
- Auszeichnung in der Kategorie bester neuer Regisseur für Jang Joon-hwan

Daejong-Filmpreis
- Auszeichnung in der Kategorie bester Nebendarsteller für Baek Yoon-sik
- Auszeichnung in der Kategorie bester neuer Regisseur für Jang Joon-hwan
- Auszeichnung in der Kategorie bester Sound

Korean Film Awards
- Auszeichnung in der Kategorie bester Nebendarsteller für Baek Yoon-sik
- Auszeichnung in der Kategorie bester neuer Regisseur für Jang Joon-hwan

25. Internationales Filmfestival Moskau
- Silberner Georg

Busan Film Critics Awards
- Auszeichnung in der Kategorie bester Film
- Auszeichnung in der Kategorie bester Hauptdarsteller für Shin Ha-kyun
- Auszeichnung in der Kategorie bester neuer Regisseur für Jang Joon-hwan

Preis der Niederländischen Filmkritik
- Bester Film